# ICI ARTV
Cet article concerne la chaîne de télévision culturelle québécoise. Pour la chaîne de télévision parlementaire portugaise, voir ARtv (Portugal).
ICI ARTV est une chaîne de télévision canadienne francophone spécialisée de catégorie A, à vocation culturelle créée le 1er septembre 2001 et appartenant à la Société Radio-Canada.

## Historique
ARTV, initialement créée sous le nom de code Télé des Arts, est officiellement lancée le 1er septembre 2001. Elle est née d'un partenariat entre la Société Radio-Canada (37 %), Télé-Québec (25 %), Arte France (15 %), Bell Globemedia (16 %), et Spectra (7 %),.
À l'automne 2007, après approbation par le CRTC, l'Équipe Spectra et CTVglobemedia qui détiennent respectivement 7 % et 16 % du capital cèdent leurs parts à la SRC le 20 juin 2008, ce qui fait de la société publique l'actionnaire majoritaire de la chaîne avec 60 % des parts.
Le 13 juillet 2010, Télé-Québec cède également ses parts à la SRC.
En décembre 2013, ARTV devient ICI ARTV pour s'harmoniser avec le nom des autres chaînes et plateformes de diffusion web de la société Radio-Canada.
Le 15 mars 2015, Arte France quitte l'actionnariat d'ICI ARTV en vendant ses 15 % restants à la Société Radio-Canada qui en devient l'unique actionnaire.

## Programmation
La programmation ARTV est consacrée au monde des arts de la culture du spectacle vivant (concerts, danse, opéra, théâtre).
On y retrouve du cinéma, des documentaires de la fiction, des magazines et variétés consacrés à la culture et aux arts et des émissions et des films qui ont marqué le domaine du divertissement.

### Principales émissions
Magazines et variétés
- ARTVSTUDIO
- C'est juste de la TV
- Comme par magie
- Le Design est partout
- Les Grandes entrevues
- Lire
- Mange ta ville
- Pour l'amour du country
- Pour un soir seulement
- Tout simplement country
- Visite libre

Séries de fiction
- Borgen, une femme au pouvoir
- C.A.
- Enquêtes codées
- Girls
- La Spirale
- Le Code
- Le Pont
- Les Prisonniers
- Les Revenants
- Pérusse Cité
- Rectify

#### Séries documentaires
- BD QC
- Danser!
- L'Art de la chasse
- L'Art érotique
- Le Théâtre des opérations
- Les 5 prochains
- Les Contemporains
- Lumière sur…
- Rendez-vous

### Téléromans
- Catherine
- Cormoran
- La Galère
- La Petite Patrie
- Le Temps d’une paix
- Les Belles Histoires des pays d'en haut

### Haute définition
La haute définition est lancée le 3 mai 2008, ARTV HD voit le jour. Elle passe du mode 1080i au mode 720p en janvier 2012.

## Identité visuelle

Logo à la création de la chaîne en 2001
Jusqu'en 2008
Logo à partir de 2008 à septembre 2010
Variante du logo de la chaîne dans sa version haute définition

Variante du logo avec sa couleur d'origine
Logo à partir de la rentrée 2010
Logo de décembre 2013 à 2016
Logo depuis 2016

## Slogan
- [Quand ?] à 2016 : Chaque jour est un spectacle
- Depuis 2016 : Couleur Culture